# Minuartia setacea
Minuartia setacea là loài thực vật có hoa thuộc họ Cẩm chướng. Loài này được (Thuill.) Hayek mô tả khoa học đầu tiên năm 1908.